# Пелінковац
Пелінковац — це гіркий лікер на основі полину (хорватська та словенська: pelen або pelin), популярний у Хорватії, Сербії, Чорногорії, Боснії та Герцеговині, Північній Македонії, Болгарії, а також у Словенії, де він відомий як pelinkovec або pelinovec. Вміст алкоголю 28–35 % об. Він має дуже гіркий смак, схожий на єгермейстер.

## Історія
Бадель пелінковац був першим хорватським напоєм, яким насолоджувалися при дворі французького короля Наполеона III.
У січні 2017 року Бадель пелінковац почали експортувати до США. Два роки знадобилося компанії, щоб отримати дозвіл на експорт до США. Напій вже експортувався в 30 країн світу.

## Бренди
У Хорватії:
- Pelinkovac від Dalmacijavino (Спліт, Хорватія). 28 % спирту.
- Maraska Pelinkovac від Maraska Distillery (Задар, Хорватія). 28 % спирту.
- Rovinjski Pelinkovac від Darna Distillery (Ровінь, Хорватія). 28 % спирту.
- Badel Pelinkovac винокурнею Badel (Загреб, Хорватія) з 1871 року. 32 % спирту.

У Сербії:
Горкі лист виготовляється Subotičanka (Суботиця, Воєводина). З 2009 року, коли Subotičanka збанкрутувала, виробництво та розлив цієї марки було перенесено до Словенії. Зараз бренд є власністю словенської компанії Grenki List.
У Боснії та Герцеговині:
Zlatni Pelin від MB Impex (Баня-Лука, Боснія і Герцеговина) sз 2006 року. Містить 23 трави. 28 % спирту.
Пелінковац також виробляється кількома невеликими винокурнями в Словенії, Істрії та містах Трієсті і Фріулі, Італія.
У Сполучених Штатах:
Пелінковац розливається компанією Marsalle, Луїсвілль, Кентуккі. 35 % спирту

## Варіації
- Половина пелінковац
- Пелінковац апельсин
- Преміум пелінковац (античний пелінковац)
- Штрукани пелінковац — скибочка лимона вичавлюється в порцію звичайного пелінковацу

## Подібні напої
- Болгарія: пелін (пелин) — вид вина, до складу якого входить до 34 трав і деяких фруктів, включаючи полин, звіробій, яблуко та айву.[6] Його часто продають газованим.
- Румунія: the vin pelin це полинове вино, що складається переважно з гіркого вина.
- Польща: лікер під назвою піолунувка вважається різновидом настоянки.